# Spaziotempo di Minkowski
(Hermann Minkowski, 1908)
Lo spaziotempo di Minkowski (M4 o semplicemente M) è un modello matematico dello spaziotempo della relatività ristretta. Prende il nome dal suo creatore Hermann Minkowski.

## Storia
Fino all'epoca pre-einsteiniana lo spazio tridimensionale era tenuto ben distinto dal tempo ed entrambi erano considerati assoluti. I lavori di Jules-Henri Poincaré, Lorentz e, soprattutto, la relatività ristretta (1905) di Albert Einstein mostrarono invece un legame indissolubile fra spazio e tempo, ed entrambi i concetti persero il loro carattere assoluto.
Prima di Einstein, l'universo poteva essere rappresentato da uno spazio euclideo tridimensionale R3, ovvero a 3 dimensioni, e la variabile temporale considerata indipendentemente da tale spazio. L'avvento della relatività speciale indusse però la necessità di creare una struttura matematica diversa e quadridimensionale, comprensiva delle relazioni fra spazio e tempo: questa struttura matematica, denotata con M4 o R1,3, fu introdotta nel 1907 da Hermann Minkowski.
Lo spazio-tempo di Minkowski fornisce un semplice modello "locale" per la relatività ristretta. Non è tuttavia utilizzabile per descrivere l'universo nel suo complesso: la relatività generale (1915), incorporando la forza di gravità, descrive infatti l'intero spazio-tempo come "curvo" (cioè una varietà), di cui lo spazio-tempo di Minkowski è soltanto la versione "puntuale" o "piatta", cui si può ricorrere per approssimare lo spazio-tempo curvo nell'intorno di un evento.

## Approccio fisico
Come in ogni modello di spazio-tempo, ogni punto dello spazio ha quattro coordinate {\displaystyle (x,y,z,t)}, tre delle quali rappresentano un punto dello spazio, e la quarta un preciso momento temporale: intuitivamente, ciascun punto rappresenta quindi un evento, un fatto accaduto in un preciso luogo in un preciso istante. Il movimento di un oggetto puntiforme è quindi descritto da una curva, con coordinata temporale crescente, detto linea di universo.

### Trasformazioni di Lorentz
Nello spazio-tempo galileiano, la distanza fra due oggetti nello spazio e fra due eventi nel tempo è una quantità assoluta, che non dipende dal sistema di riferimento inerziale in cui è posto l'osservatore. Nella relatività ristretta, ambedue queste quantità diventano invece relative. I cambiamenti di coordinate fra sistemi di riferimento sono infatti più complicati, descritti dalle trasformazioni di Lorentz. Vi è comunque una "distanza" che non dipende dal riferimento (è invariante, ovvero non viene modificata, per trasformazioni di Lorentz): questa "distanza" fra due eventi {\displaystyle (x,y,z,t)} e {\displaystyle (x',y',z',t')} è detta separazione spazio-temporale ed è la quantità
{\displaystyle d^{2}=-c^{2}(t-t')^{2}+(x-x')^{2}+(y-y')^{2}+(z-z')^{2}}
dove c è la velocità della luce. Questo numero reale d2, che può essere positivo, negativo o nullo, è la separazione spazio-temporale fra i due eventi, o intervallo, e non dipende dal riferimento su cui è posto l'osservatore. A differenza dello spazio-tempo galileiano, ciascuna delle due componenti – spaziale e temporale – date da {\displaystyle (x-x')^{2}+(y-y')^{2}+(z-z')^{2}} e {\displaystyle (t-t')^{2}} non è però invariante. La separazione spazio-temporale è una quantità invariante per tutte le trasformazioni del gruppo di Poincaré (comprendente le trasformazioni di Lorentz e le usuali traslazioni dello spazio).

### Vettori di tipo spazio, di tipo tempo e cono di luce

Il cono di luce in una versione tridimensionale dello spaziotempo di Minkowski

La linea di universo percorsa da un corpo nello spaziotempo di Minkowski.
Il corpo viaggia in direzione 'tempo futuro' e la direzione limite è tangente alle superfici dei coni quando il corpo viaggia alla velocità della luce.

Poiché {\displaystyle d^{2}} può assumere valori negativi, la separazione spazio-temporale non è un'usuale distanza. 
L'intervallo {\displaystyle d^{2}(P,Q)} fra due eventi {\displaystyle P=(x,y,z,t)} e {\displaystyle Q=(x',y',z',t')} può essere positivo, nullo o negativo: il vettore {\displaystyle {\overrightarrow {PQ}}} è quindi detto:
- di tipo spazio se {\displaystyle d^{2}(P,Q)>0},
- di tipo luce (anche detto isotropo o nullo[2]) se {\displaystyle d^{2}(P,Q)=0},
- di tipo tempo se {\displaystyle d^{2}(P,Q)<0}.

I vettori di tipo luce uscenti da {\displaystyle P} formano il cosiddetto cono di luce centrato in P. 

#### Modelli con 2 o 3 dimensioni

Versione tridimensionale dello spaziotempo di Minkowski.

Dato che la rappresentazione in quattro dimensioni risulta essere graficamente difficile, nelle descrizioni si usa abbandonare per semplicità una o due coordinate spaziali, rappresentando ad esempio il sistema bidimensionale {\displaystyle (x,t)} o tridimensionale {\displaystyle (x,y,t)}. Nella descrizione tridimensionale, il cono di luce è effettivamente un (doppio) cono, uscente da {\displaystyle P}. Fissando l'origine in {\displaystyle P}, il cono di luce nel sistema tridimensionale è formato da tutti i punti {\displaystyle (x,y,t)} tali che  {\displaystyle -c^{2}t^{2}+x^{2}+y^{2}=0}, ovvero {\displaystyle t=\pm {\frac {\sqrt {x^{2}+y^{2}}}{c}}.}

### Struttura causale
I vettori di tipo tempo uscenti da P possono essere ulteriormente scomposti in due classi: i vettori temporali futuri, la cui componente temporale t è positiva, e quelli passati, con t negativo. Analogamente, il cono di luce contiene i vettori nulli futuri, aventi (t > 0), e i nulli passati (t < 0).
Il movimento di un oggetto puntiforme è descritto come una curva, con coordinata temporale sempre crescente. Una siffatta curva è detta linea di universo. Poiché secondo la teoria della relatività ristretta tale oggetto non può viaggiare più veloce della luce, in ogni punto il suo vettore tangente è di tipo tempo futuro, o al limite nullo futuro, se l'oggetto viaggia alla velocità della luce.
Per questa restrizione, se due eventi {\displaystyle P} e {\displaystyle Q} hanno distanza spaziotemporale positiva, cioè {\displaystyle {\overrightarrow {PQ}}} è di tipo spazio, questi non possono essere correlati da nessuna linea di universo: in altre parole, l'evento in {\displaystyle P} non può in nessun modo condizionare l'evento in {\displaystyle Q}, che è quindi irraggiungibile per {\displaystyle P}. L'insieme dei punti al di fuori del cono di luce è a volte detto altrove assoluto, oppure presente relativo.

### Coordinate fisicamente omogenee
La coordinata temporale è generalmente moltiplicata per {\displaystyle c} per ottenere quattro coordinate fisicamente omogenee (tutte spaziali). Inoltre, nei modelli iniziali dello spazio di Minkowski la coordinata temporale era anche moltiplicata per l'unità immaginaria i e messa al primo posto, così da ottenere quattro coordinate {\displaystyle (x_{0},x_{1},x_{2},x_{3})} con {\displaystyle x_{0}=ict}, ove le altre tre coordinate sono usuali coordinate spaziali reali.
La moltiplicazione per i è un artificio per ottenere, tramite applicazione della normale distanza euclidea fra vettori {\displaystyle (x_{0},x_{1},x_{2},x_{3})} e {\displaystyle (y_{0},y_{1},y_{2},y_{3})}, la separazione spazio-temporale:
{\displaystyle d^{2}=(x_{0}-y_{0})^{2}+(x_{1}-y_{1})^{2}+(x_{2}-y_{2})^{2}+(x_{3}-y_{3})^{2}}
{\displaystyle d^{2}=-c^{2}(t_{0}-t_{1})^{2}+(x_{1}-y_{1})^{2}+(x_{2}-y_{2})^{2}+(x_{3}-y_{3})^{2}}
Scegliendo, invece, di porre la coordinata {\displaystyle x_{0}=ct}, senza l'unità immaginaria, l'intervallo prende la seguente forma:
{\displaystyle d^{2}=-(x_{0}-y_{0})^{2}+(x_{1}-y_{1})^{2}+(x_{2}-y_{2})^{2}+(x_{3}-y_{3})^{2}}

## Struttura matematica
Con il passare del tempo, si è preferito abbandonare la coordinata immaginaria e definire lo spazio-tempo di Minkowski matematicamente come un usuale spazio euclideo a coordinate reali, su cui è però definita una distanza differente da quella euclidea. Tale distanza è ricavata da un prodotto scalare differente da quello ordinario.
Più precisamente, oggi si definisce uno spazio-tempo di Minkowski come uno spazio affine di dimensione 4, dotato di un prodotto scalare con segnatura {\displaystyle (3,1)}, ossia (-,+,+,+). Tale prodotto scalare è pertanto non degenere, ma non è definito positivo. Molti matematici e fisici definiscono lo spazio-tempo di Minkowski come lo spazio dotato del prodotto scalare opposto, di segnatura {\displaystyle (1,3)}, cioè (+,-,-,-), tant'è che non esiste una vera convenzione sulla segnatura: le proprietà fondamentali dello spazio sono comunque le stesse in entrambi i casi e questo prodotto scalare è chiamato pseudo-euclideo.

### Esempio
Un esempio di spazio-tempo di Minkowski è lo spazio {\displaystyle \mathbb {R} ^{4}} dotato del prodotto scalare
{\displaystyle \langle (x_{0},x_{1},x_{2},x_{3}),(y_{0},y_{1},y_{2},y_{3})\rangle =-x_{0}y_{0}+x_{1}y_{1}+x_{2}y_{2}+x_{3}y_{3}.}
Detto spazio si denota a volte con il simbolo R3,1; talvolta viene anche utilizzato il simbolo M4 o più semplicemente M.

### Basi ortonormali
L'esempio citato è fondamentale: difatti, per il teorema di Sylvester, ogni spazio-tempo di Minkowski {\displaystyle V} è isomorfo a R3,1. Un isomorfismo è costruito a partire da una qualsiasi base ortogonale {\displaystyle (e_{0},e_{1},e_{2},e_{3})} tale che:
{\displaystyle \langle (e_{0},e_{0})\rangle =-1,\langle (e_{1},e_{1})\rangle =+1,\langle (e_{2},e_{2})\rangle =+1,\langle (e_{3},e_{3})\rangle =+1.}
Una base ortogonale di questo tipo viene spesso chiamata base ortonormale, e può essere costruita tramite l'algoritmo di Lagrange.
In notazione tensoriale, una base ortonormale è una base {\displaystyle (e_{0},e_{1},e_{2},e_{3})} che soddisfa l'identità:
{\displaystyle \langle e_{\mu },e_{\nu }\rangle =\eta _{\mu \nu }}
dove {\displaystyle \mu } e {\displaystyle \nu } variano fra i valori {\displaystyle (0,1,2,3)} e la matrice {\displaystyle \eta } è data da:
{\displaystyle \eta ={\begin{pmatrix}-1&0&0&0\\0&1&0&0\\0&0&1&0\\0&0&0&1\end{pmatrix}}}
Relativamente a una base ortonormale, le componenti di un vettore {\displaystyle v} sono scritte tramite le loro coordinate {\displaystyle (v^{0},v^{1},v^{2},v^{3})}. Usando la notazione di Einstein, si scrive brevemente:
{\displaystyle v=v^{\mu }e_{\mu }\,\!.}
La componente {\displaystyle v_{0}} è chiamata componente temporale di {\displaystyle v}, mentre le altre sono le componenti spaziali. Queste componenti dipendono dalla base scelta e non sono intrinsecamente legate a {\displaystyle v}: questo è un concetto fondamentale nello spazio-tempo di Minkowski, legato al fatto che spazio e tempo non sono assoluti. Per evidenziare questa differenza con l'ordinario spazio euclideo, i vettori di uno spazio-tempo di Minkowski sono spesso chiamati quadrivettori.
Il prodotto scalare fra due vettori {\displaystyle v} e {\displaystyle w} scritti in coordinate è quindi:
{\displaystyle \langle v,w\rangle =\eta _{\mu \nu }v^{\mu }w^{\nu }=-v^{0}w^{0}+v^{1}w^{1}+v^{2}w^{2}+v^{3}w^{3}.}

### Norma quadrata
Il prodotto scalare non è definito positivo: esistono vettori {\displaystyle v} per cui: 
{\displaystyle \langle v,v\rangle <0.}
Non è quindi possibile definire una norma tramite l'uguaglianza: 
{\displaystyle |v|^{2}=\langle v,v\rangle }
come viene fatto normalmente per i prodotti scalari definiti positivi, poiché il secondo membro è negativo per alcuni vettori e quindi non ha una radice reale positiva. La norma quadrata {\displaystyle |v|^{2}} è comunque definita. In notazione di Einstein, la norma quadrata di un vettore {\displaystyle v} si esprime come:
{\displaystyle \|v\|^{2}=\eta _{\mu \nu }v^{\mu }v^{\nu }=-(v^{0})^{2}+(v^{1})^{2}+(v^{2})^{2}+(v^{3})^{2}.}

### Definizione alternativa
Più sopra lo spazio di Minkowski è stato definito come uno spazio vettoriale con determinate proprietà. Vi è una definizione alternativa, espressa nei termini del programma di Erlangen, collegata agli spazi affini: essa vede lo spazio di Minkowski come uno spazio omogeneo del gruppo di Poincaré con il gruppo di Lorentz come stabilizzatore.

## Trasformazioni di Lorentz
Vedi: Trasformazione di Lorentz, Simmetria di Poincaré, Gruppo di Poincaré.

## Spaziotempo localmente piatto
In senso stretto l'uso dello spazio di Minkowski per descrivere i sistemi fisici su distanze infinite si applica solo nel limite newtoniano dei sistemi senza gravitazione significativa. In caso di gravitazione significativa, lo spaziotempo diventa curvo e si deve abbandonare la relatività speciale per la più completa relatività generale.
Nonostante ciò anche in questo caso lo spazio di Minkowski dà ancora una buona descrizione di una regione infinitesima che circonda tutti i punti (tranne le singolarità gravitazionali). In senso più astratto si può dire che in presenza di gravità lo spazio-tempo viene descritto da una varietà curva a 4 dimensioni per la quale lo spazio tangente a ogni punto è uno spazio di Minkowski a 4 dimensioni (ossia una varietà pseudoriemanniana). Quindi, la struttura dello spazio di Minkowski è ancora essenziale nella descrizione della relatività generale.
Quando la gravità è estremamente debole lo spazio-tempo diviene piatto così da apparire totalmente, non solo localmente, come spazio di Minkowski. Per questo motivo lo spazio di Minkowski viene spesso definito come uno spazio-tempo piatto.